# Conduto elétrico

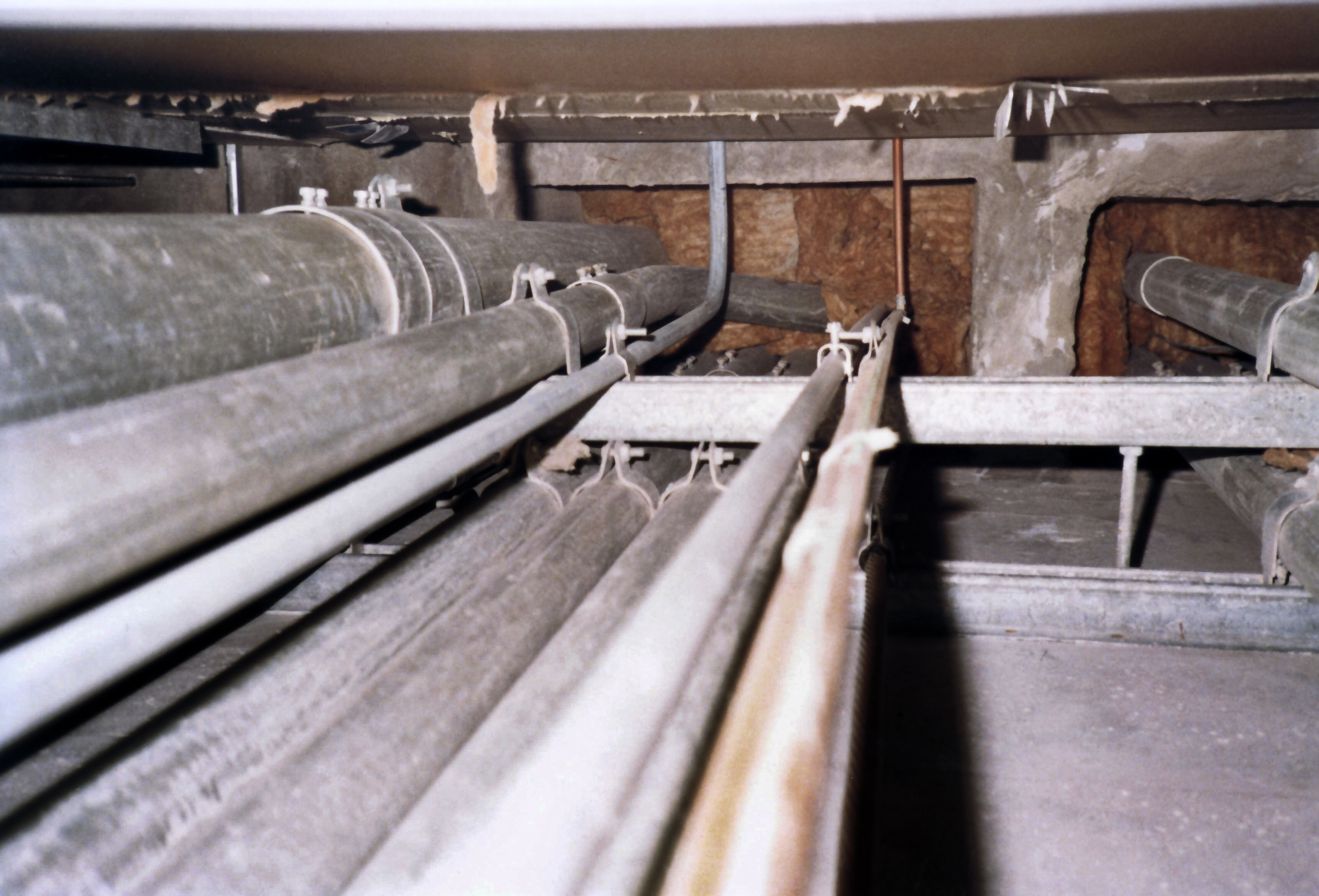
Eletrodutos

Um conduto elétrico, ou eletroduto (no Brasil, especialmente quando flexível, popularmente chamado de conduite, termo oriundo do inglês conduit), é um sistema de tubulação elétrica usado para proteção e direcionamento de fiação elétrica (os verdadeiros condutores de corrente elétrica). Os condutores elétricos podem ser feitos de metal, plástico (PVC), fibras ou argila queimada. Condutores flexíveis são disponíveis para aplicações especiais.

## Tipos

### Metal
- Rigid metal conduit (RMC) é uma tubulação roscada de parede grossa, geralmente feita de aço revestido, aço inoxidável ou alumínio.

- A conduta rígida galvanizada (GRC) é uma tubulação de aço galvanizado, com uma parede de tubo suficientemente grossa para permitir que ela seja roscada. Suas aplicações comuns são de construção comercial e industrial.[1]

- Condutor de metal intermediário (IMC) é uma tubulação de aço mais pesada do que EMT, mas mais leve que a RMC. Pode ser enfiado.

- tubo metálico elétrico (EMT), às vezes chamado de parede fina, é comumente usado em vez de conduto rígido galvanizado (GRC), pois é menos dispendioso e mais leve do que o GRC. O próprio EMT não está roscado, mas pode ser usado com acessórios roscados que o prendem. Os comprimentos do conduto estão conectados uns aos outros e ao equipamento com acessórios tipo braçadeira. Como o GRC, a EMT é mais comum em edifícios comerciais e industriais do que em aplicações residenciais. EMT geralmente é feito de aço revestido, embora possa ser alumínio.

| Pesos e dimensões EMT (América do Norte)                                                              |            |                                  |                                  |                          |                          |                             |                             |  |
| O EMT está disponível em tamanhos de comércio de 1 a 4 e 10 'e 20' de comprimento.                    |            |                                  |                                  |                          |                          |                             |                             |  |
| Alguns fabricantes também produzem EMT em uma variedade de cores para fácil identificação do sistema. |            |                                  |                                  |                          |                          |                             |                             |  |
| |            |                                  |                                  |                          |                          |                             |                             |  |
| EMT Sizing                                                                                            | EMT Sizing | Nominal Wt. por 100 Ft. (30,5 m) | Nominal Wt. por 100 Ft. (30,5 m) | Diâmetro externo nominal | Diâmetro externo nominal | Espessura Nominal da Parede | Espessura Nominal da Parede |  |
| |            | Nominal Wt. por 100 Ft. (30,5 m) | Nominal Wt. por 100 Ft. (30,5 m) | Diâmetro externo nominal | Diâmetro externo nominal | Espessura Nominal da Parede | Espessura Nominal da Parede |  |
| USA                                                                                                   | Metric     | lb.                              | kg                               | in.                      | mm                       | in.                         | mm                          |  |
| 1/2                                                                                                   | 16         | 30                               | 13.6                             | 0.706                    | 17.9                     | 0.042                       | 1.07                        |  |
| 3/4                                                                                                   | 21         | 46                               | 20.9                             | 0.922                    | 23.4                     | 0.049                       | 1.25                        |  |
| 1 | 27         | 67                               | 30.4                             | 1.163                    | 29.5                     | 0.057                       | 1.45                        |  |
| 1 1/4                                                                                                 | 35         | 101                              | 45.8                             | 1.51                     | 38.4                     | 0.065                       | 1.65                        |  |
| 1 1/2                                                                                                 | 41         | 116                              | 52.6                             | 1.74                     | 44.2                     | 0.065                       | 1.65                        |  |
| 2 | 53         | 148                              | 67.1                             | 2.197                    | 55.8                     | 0.065                       | 1.65                        |  |
| 2 1/2                                                                                                 | 63         | 216                              | 98                               | 2.875                    | 73                       | 0.072                       | 1.83                        |  |
| 3 | 78         | 263                              | 119.3                            | 3.5                      | 88.9                     | 0.072                       | 1.83                        |  |
| 3 1/2                                                                                                 | 91         | 349                              | 158.3                            | 4                        | 101.6                    | 0.083                       | 2.11                        |  |
| 4 | 103        | 393                              | 178.2                            | 4.5                      | 114.3                    | 0.083                       | 2.11                        |  |

https://steeltubeinstitute.org/steel-conduit/types-of-steel-conduit/electrical-metallic-tubing-emt/
- Conduto de Alumínio, semelhante ao conduto de aço galvanizado, é um tubo rígido, geralmente utilizado em aplicações comerciais e industriais onde é necessária uma maior resistência à corrosão. Tais locais incluirão plantas de processamento de alimentos, onde grandes quantidades de água e produtos químicos de limpeza tornariam o canal galvanizado inadequado. O alumínio não pode ser incorporado diretamente em concreto, pois o metal reage com o álcali em cimento. O conduíte pode ser revestido para evitar corrosão por contato acidental com concreto. A conduta de alumínio é geralmente menor do que o aço, além de ter um menor custo de mão-de-obra para instalar, uma vez que um comprimento de conduta de alumínio terá cerca de um terço do peso de um conduto de aço rígido de tamanho igual.[2]

### Não metálicos

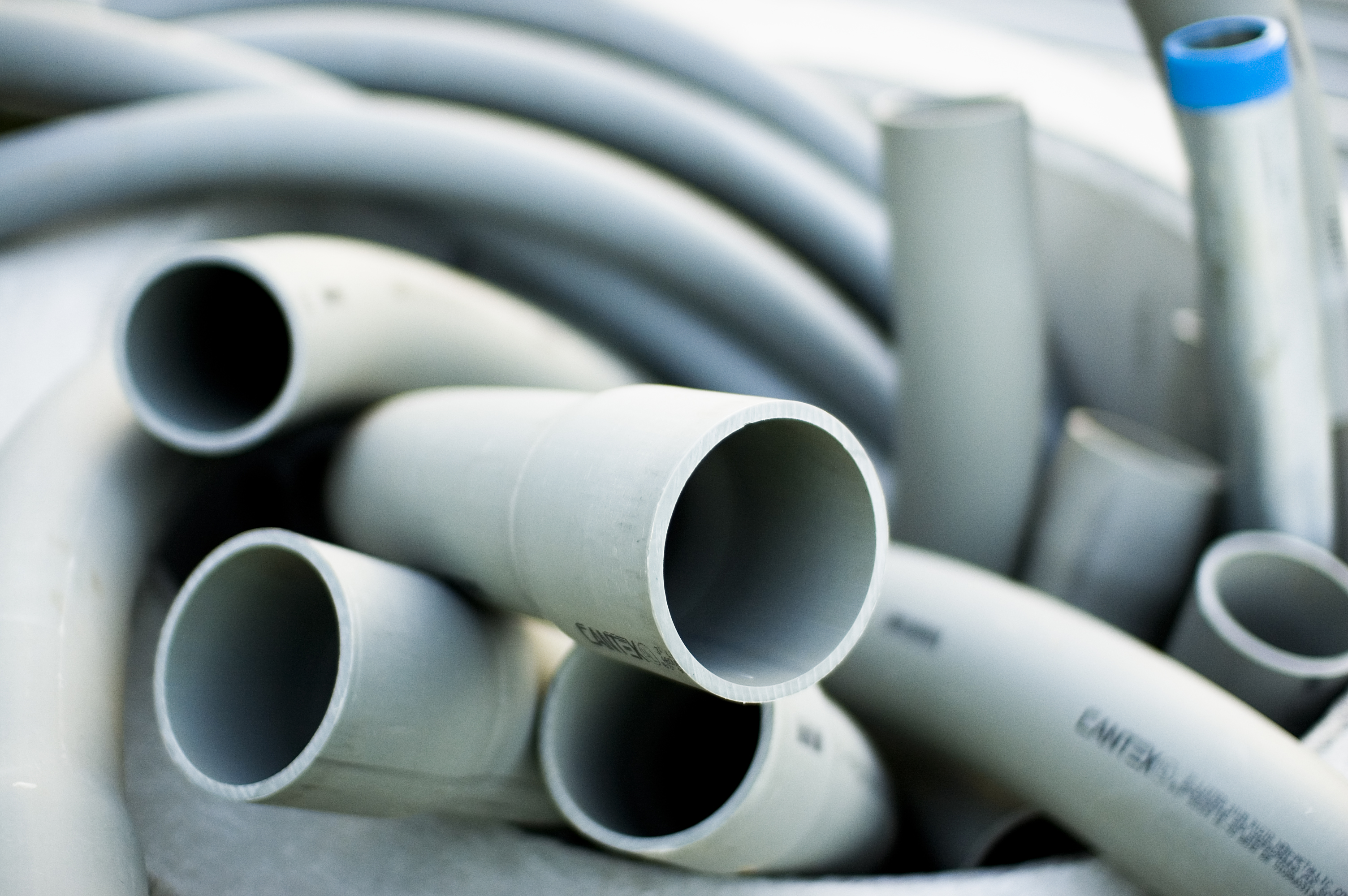
Tubo plástico usado como conduite elétrico.

- Conduto de PVC tem sido considerado o peso mais leve em comparação com os materiais de condução de aço e geralmente menor custo do que outras formas de condutor.[3] Na prática elétrica norte-americana, está disponível em três espessuras de parede diferentes, com a variedade de parede fina, apenas adequada para uso embutido em concreto, e notas mais pesadas adequadas para enterramento direto e trabalho exposto. A maioria dos vários acessórios feitos para condutas metálicas também estão disponíveis em forma de PVC. O material plástico resiste à umidade[4] e muitas substâncias corrosivas, mas uma vez que a tubagem é não condutora, um condutor de ligação extra (terra) deve ser puxado para cada conduta. A conduta de PVC pode ser aquecida e dobrada no campo, usando ferramentas especiais de aquecimento projetadas para o efeito. O Eletroduto LSZH (Baixo Fumo Zero Halogênio) é um tipo de conduto elétrico plástico. Comparado con los conductos tradicionales de PVC, suas matérias-primas e composição química foram reformuladas, eliminando halogênios como cloro e bromo. Durante a combustão, emite fumaça de densidade inferior a 60% (padrão IEC 61034) e não libera gases tóxicos, reduzindo drasticamente o risco de intoxicação por inalação em situações de incêndio. Além disso, sua produção evita substâncias corrosivas, sendo classificado como um produto seguro e ambientalmente sustentável.[5]
- Eletroduto Flexível, também chamado de eletroduto corrugado ou Tubulação Elétrica Não Metálica (ENT), é um tipo de eletroduto utilizado em instalações elétricas. É um tubo corrugado flexível feito de um material não metálico, tipicamente um plástico de alta qualidade, como PVC (policloreto de vinila). O eletroduto ENT oferece diversas vantagens em relação aos eletrodutos metálicos tradicionais. É leve, fácil de manusear e pode ser facilmente cortado e dobrado para atender a diversos requisitos de instalação. A flexibilidade do ENT permite uma instalação mais fácil em espaços apertados e ao redor de obstáculos. O ENT é projetado para proteger e rotear fios e cabos elétricos, servindo como um caminho para a fiação elétrica em edifícios residenciais e comerciais.[6]